# Gustav von Seyffertitz
Gustav von Seyffertitz est un acteur, metteur en scène et réalisateur d'origine allemande, naturalisé américain en 1922, de son nom complet Gustav Karl Viktor Bodo Maria Freiherr von Seyffertitz, né le 4 août 1862 à Haimhausen (Bavière), mort le 25 décembre 1943 à Los Angeles — Quartier de Woodland Hills (Californie).

## Biographie

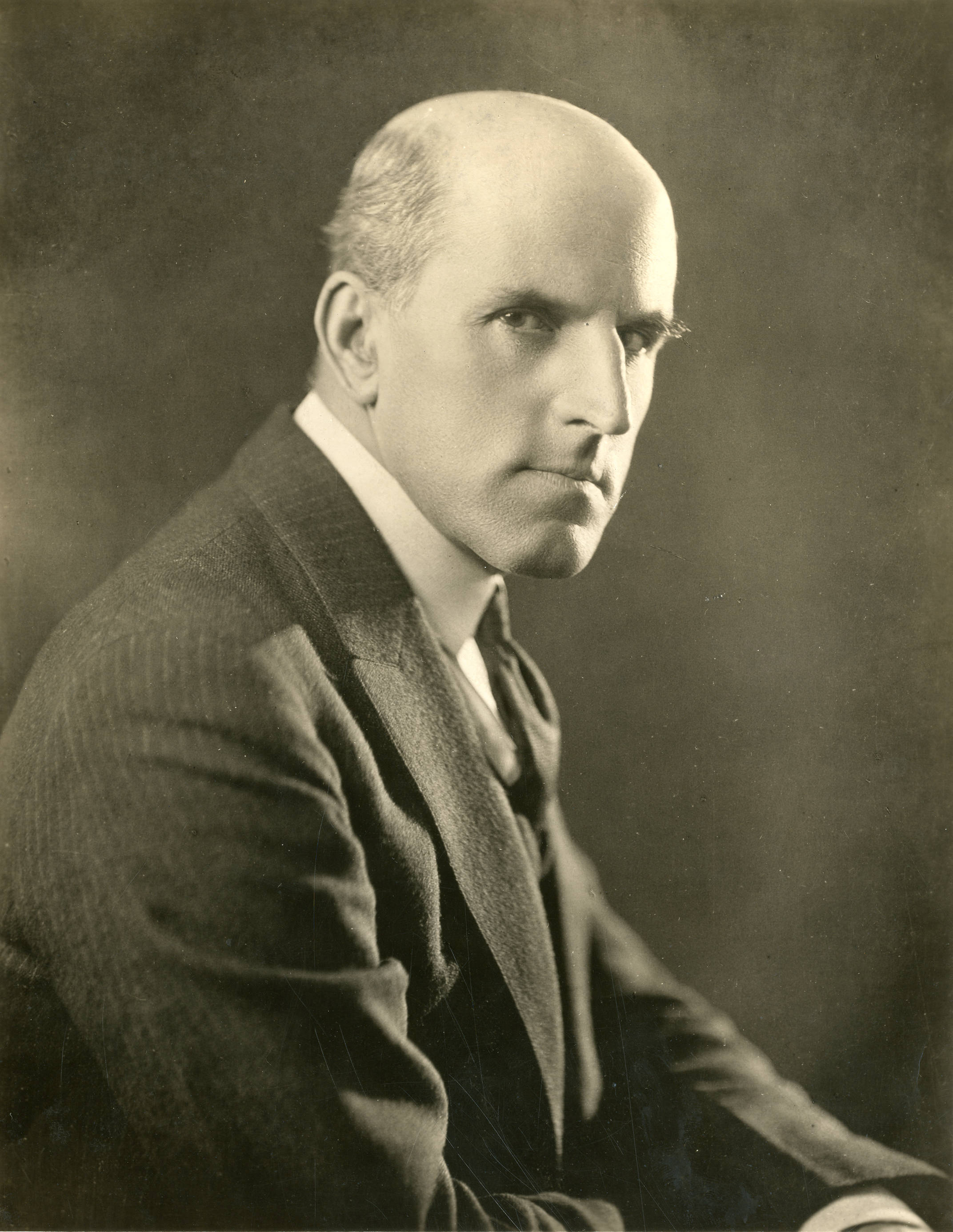
En 1922

Émigré en 1895 aux États-Unis, Gustav von Seyffertitz y débute comme metteur en scène au théâtre en 1897, à Broadway (New York). Il exerce là jusqu'en 1916 (parfois comme acteur), sur des pièces et une comédie musicale (en 1911).
Puis il se déplace à Hollywood, où il apparaît au cinéma à partir de 1917 (notamment dans La Petite Princesse de Marshall Neilan, avec Mary Pickford). Il contribue en tout à cent-dix neuf films américains (majoritairement muets, une cinquantaine étant parlants) jusqu'en 1939. Parmi ses cinq derniers films sortis cette année-là, citons Le Fils de Frankenstein de Rowland V. Lee (avec Basil Rathbone, Boris Karloff et Béla Lugosi).
L'un de ses rôles notables est celui du professeur Moriarty dans Sherlock Holmes d'Albert Parker (avec John Barrymore interprétant le rôle-titre et Roland Young personnifiant le docteur Watson), version sortie en 1922. En janvier de cette même année, il obtient la citoyenneté américaine.
Parmi ses autres films, mentionnons La Belle Ténébreuse de Fred Niblo (1928, avec Greta Garbo), Le Meurtre du canari de Malcolm St. Clair et Frank Tuttle (1929, avec William Powell — déjà croisé dans Sherlock Holmes — et Louise Brooks), Agent X 27 de Josef von Sternberg (1931, avec Marlène Dietrich), ou encore Marie-Antoinette de W. S. Van Dyke (1938, avec Norma Shearer dans le rôle-titre). Notons aussi sa contribution à quatre films muets de Cecil B. DeMille, en 1917 et 1918, dont L'Échange (1918, avec Elliott Dexter et Florence Vidor).
En outre, Gustav von Seyffertitz réalise quatre films muets, le premier étant Le Jardin secret (1919), avec Lila Lee. Les trois autres, sortis en 1921, ont pour vedette Alice Calhoun.

## Théâtre (sélection)
(pièces — sauf mention contraire — jouées à Broadway)
- 1907 : The Silver Girl d'Edward Peple (metteur en scène)
- 1908 : Les Bouffons (The Jesters) de Miguel Zamacoïs, adaptation de John Raphael, avec Maude Adams (acteur)
- 1909 : The Flag Lieutenant de W. P. Drury et Leo Trevor, avec Richard Garrick, Lumsden Hare (metteur en scène)
- 1910 : The Brass Bottle de F. Anstey, avec Richard Bennett (metteur en scène)
- 1911 : Little Miss Fix-It, comédie musicale, musique de Nora Bayes et Jack Norworth, lyrics de Jack Norworth, livret de William J. Hurlbut et Harry B. Smith (metteur en scène)
- 1912 : Elevating a Husband de Clara Lipman et Samuel Shipman, avec Charles Halton, Edward Everett Horton, Conway Tearle (metteur en scène)
- 1912-1913 : The Argyle Case d'Harriet Ford, Harvey J. O'Higgins et William J. Burns (metteur en scène, conjointement avec Robert Hilliard)
- 1914 : Dora (Diplomacy) de Victorien Sardou, avec Blanche Bates, Marie Doro (acteur et metteur en scène) (+ rôle dans l'adaptation au cinéma de 1926, sous le même titre anglais : voir filmographie ci-dessous)
- 1916 : Mister Antonio de Booth Tarkington, avec Otis Skinner (metteur en scène)

## Filmographie

### Comme acteur (sélection)

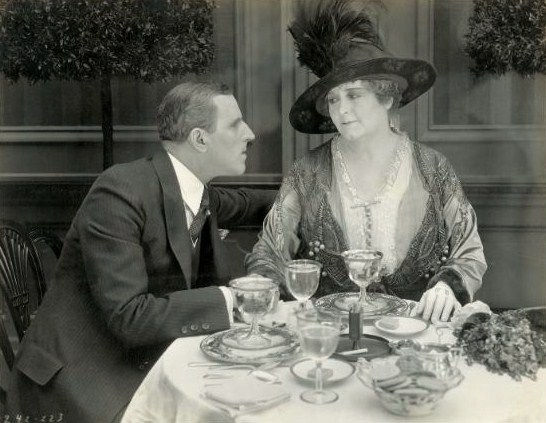
Avec Sylvia Ashton,
dans L'Échange (1918).

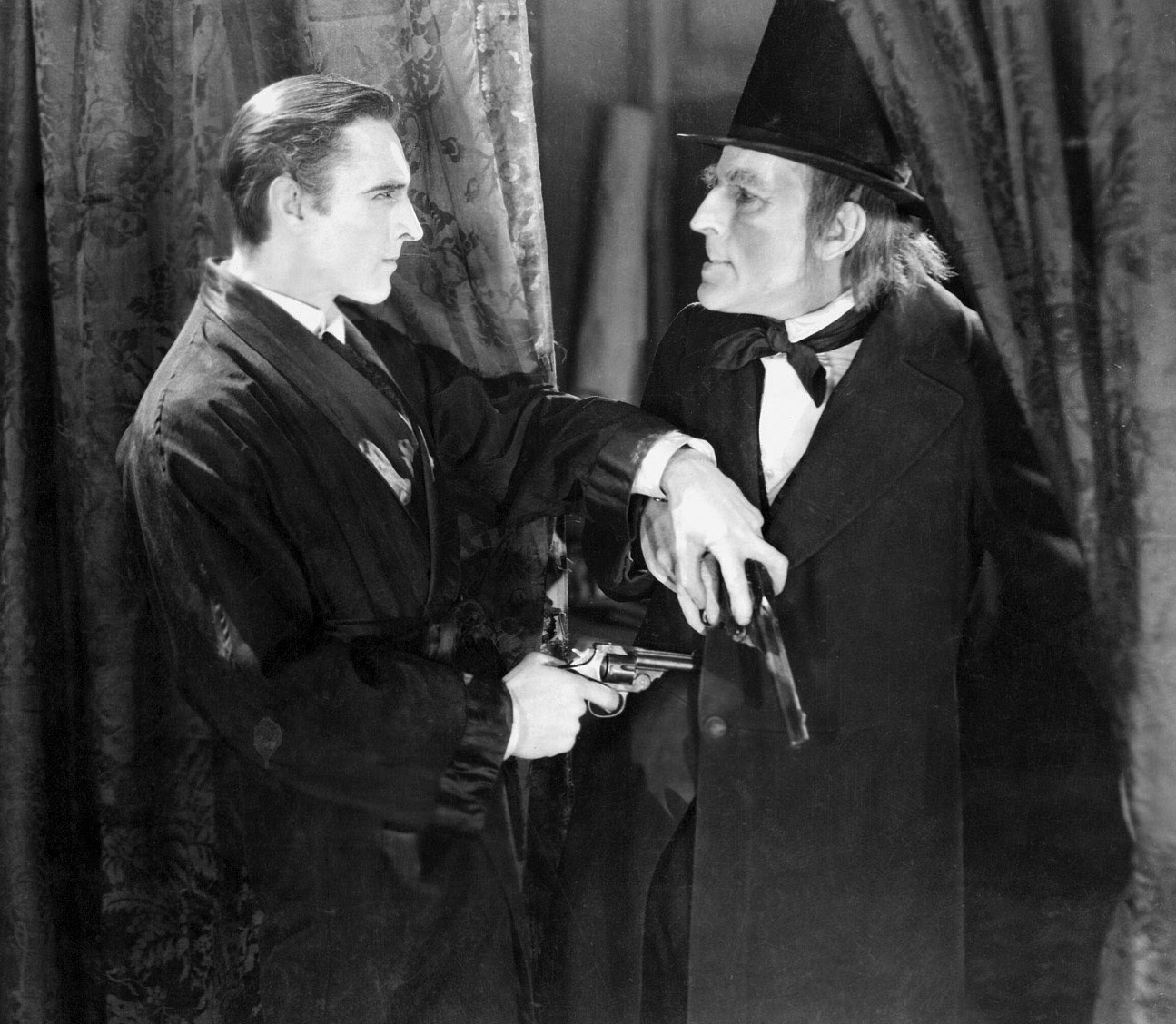
Avec John Barrymore (à g.),
dans Sherlock Holmes (1922)

- 1917 : L'Île du Salut (en) (Down to Earth) de John Emerson
- 1917 : The Countess Charming de Donald Crisp
- 1917 : La Petite Princesse (The Little Princess) de Marshall Neilan
- 1917 : The Devil-Stone de Cecil B. DeMille
- 1918 : Rimrock Jones de Donald Crisp
- 1918 : Le Roman de Mary (Stella Maris) de Marshall Neilan
- 1918 : The Widow's Might de William C. de Mille
- 1918 : La Blessure qui sauve (The Hidden Pearls) de George Melford
- 1918 : Le Rachat suprême (The Whispering Chorus) de Cecil B. DeMille
- 1918 : His Majesty, Bunker Bean de William Desmond Taylor
- 1918 : La Proie pour l'ombre (Old Wives for New) de Cecil B. DeMille
- 1918 : To Hell with the Kaiser ! de George Irving
- 1918 : Till I Come Back to You de Cecil B. DeMille
- 1918 : Sic 'Em, Sam (it)
- 1919 : The Dark Star d'Allan Dwan
- 1920 : Slaves of Pride de George Terwilliger
- 1922 : Sherlock Holmes d'Albert Parker
- 1922 : Sur les marches d'un trône (When Knighthood Was in Flower), de Robert G. Vignola
- 1922 : Le Visage dans le brouillard (The Face in the Fog) d'Alan Crosland
- 1923 : Unseeing Eyes d'Edward H. Griffith
- 1923 : Sous la robe rouge (Under the Red Robe) d'Alan Crosland
- 1924 : Yolanda de Robert G. Vignola
- 1924 : The Lone Wolf de Stanner E. V. Taylor
- 1925 : Déchéance (The Goose Woman) de Clarence Brown
- 1925 : A Regular Fellow d'A. Edward Sutherland
- 1925 : Flower of Night de Paul Bern
- 1926 : The Bells de James Young
- 1926 : Don Juan d'Alan Crosland
- 1926 : The Danger Girl d'Edward Dillon
- 1926 : Le Dé rouge (Red Dice) de William K. Howard
- 1926 : Diplomacy de Marshall Neilan
- 1926 : Les Moineaux (Sparrows) de William Beaudine et Tom McNamara
- 1926 : The Lone Wolf Returns de Ralph Ince
- 1926 : Unknown Treasures d'Archie Mayo
- 1926 : Private Izzy Murphy de Lloyd Bacon
- 1926 : Going Crooked de George Melford
- 1927 : Barbed Wire de Rowland V. Lee et Mauritz Stiller
- 1927 : Le Gaucho (The Gaucho) de F. Richard Jones
- 1927 : The Price of Honor d'Edward H. Griffith
- 1927 : La Flamme d'amour (The Magic Flame) de Henry King
- 1927 : Le Prince étudiant (The Student Prince in Old Heidelberg) d'Ernst Lubitsch et John M. Stahl
- 1927 : Rose of the Golden West de George Fitzmaurice
- 1928 : The Little Shepherd of Kingdom Come d'Alfred Santell
- 1928 : Vamping Venus d'Edward F. Cline
- 1928 : Les Damnés de l'océan (The Docks of New York) de Josef von Sternberg
- 1928 : Yellow Lily d'Alexander Korda
- 1928 : La Belle Ténébreuse (The Mysterious Lady) de Fred Niblo
- 1928 : The Red Mark de James Cruze
- 1928 : Soirs d'orage (The Woman Disputed) de Henry King et Sam Taylor
- 1928 : Me, Gangster de Raoul Walsh
- 1929 : Le Meurtre du canari (The Canary Murder Case) de Malcolm St. Clair et Frank Tuttle
- 1929 : Le Calvaire de Lena X (The Case of Lena Smith) de Josef von Sternberg
- 1929 : His Glorious Night de Lionel Barrymore
- 1929 : Seven Faces de Berthold Viertel
- 1929 : Chasing Through Europe de David Butler et Alfred L. Werker
- 1930 : Dangerous Paradise de William A. Wellman
- 1930 : The Bat Whispers de Roland West
- 1930 : The Case of Sergeant Grischa d'Herbert Brenon
- 1931 : The Front Page de Lewis Milestone
- 1931 : Agent X 27 (Dishonored) de Josef von Sternberg
- 1931 : La Fille de l'enfer (Safe in Hell) de William A. Wellman
- 1931 : Ambassador Bill de Sam Taylor

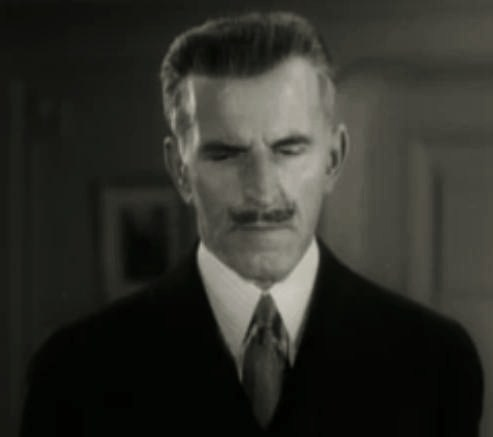
Dans Mystery Liner (1934)

- 1932 : The Roadhouse Murder de J. Walter Ruben
- 1932 : Shanghaï Express (The Shanghai Express) de Josef von Sternberg
- 1932 : Almost Married (en) de William Cameron Menzies
- 1932 : Afraid to Talk d'Edward L. Cahn
- 1932 : Raspoutine et l’Impératrice (Rasputin and the Empress) de Richard Boleslawski et Charles Brabin
- 1932 : Penguin Pool Murder de George Archainbaud
- 1933 : When Strangers Marry (en) de Clarence G. Badger
- 1933 : La Reine Christine (Queen Christina) de Rouben Mamoulian
- 1934 : Mystery Liner de William Nigh
- 1934 : Premier Amour (Change of Heart) de John G. Blystone
- 1934 : Little Men de Phil Rosen
- 1934 : Murder on the Blackboard de George Archainbaud
- 1934 : The Moonstone de Reginald Barker
- 1935 : La Source de feu (She) de Lansing C. Holden et Irving Pichel
- 1935 : Cocktails et Homicides (Remember Last Night?) de James Whale
- 1935 : La Chanson de la jeunesse (The Night Is Young) de Dudley Murphy
- 1936 : L'Extravagant Mr. Deeds (Mr. Deeds Goes to Town) de Frank Capra
- 1936 : Mad Holiday de George B. Seitz
- 1937 : L'Incendie de Chicago (In Old Chicago) d'Henry King
- 1938 : Trois hommes dans la neige (Paradise for Three) d'Edward Buzzell
- 1938 : Les montagnards sont là (Swiss Miss) de John G. Blystone
- 1938 : Marie-Antoinette (Marie Antoinette) de W. S. Van Dyke
- 1938 : Bureau du chiffre secret (Cipher Bureau) de Charles Lamont
- 1939 : Le Fils de Frankenstein (Son of Frankenstein) de Rowland V. Lee
- 1939 : The Mad Empress de Miguel Contreras Torres
- 1939 : Edith Cavell (Nurse Edith Cavell) d'Herbert Wilcox

### Comme réalisateur (intégrale)
- 1919 : Le Jardin secret (The Secret Garden)
- 1921 : Princess Jones
- 1921 : Closed Doors
- 1921 : Peggy Puts It Over

## Note
1. ↑  Noms alternatifs : G. v. Seyffertitz, G.V. Seyffertitz, G.v. Seyffertitz, Gustav Von Seyffertitz, George von Seyffertitz, Gustave von Seyffertitz ; pseudonymes (utilisés en 1918-1919 et inspirés du nom de jeune fille de sa mère, Anna Gräfin  v. Butler-Clonebough gen. Haimhausen) : G. Butler Clonblough, G. Butler Clonbough, G. Butler Clonebaugh, G. Butler Clonebough.